# Laventie Military Cemetery
Le cimetière « Laventie Military Cemetery » est un cimetière de la Première Guerre mondiale situé à La Gorgue (Nord).

## Victimes
| Pays        | Victimes |
| ----------- | -------- |
| Royaume-Uni | 468      |
| Australie   | 5        |
| Inde        | 71       |
| Allemagne   | 3        |
| Total       | 546      |

## Coordonnées GPS
50° 38′ 10″ nord, 2° 46′ 27″ est